# Андраш Редлі
Андраш Редлі (угор. Rédli András; нар. 21 жовтня 1983 року, Тапольця, Угорщина) — угорський фехтувальник на шпагах, бронзовий призер Олімпійських ігор 2016 року в командній шпазі, чемпіон світу та дворазовий чемпіон Європи, багаторазовий призер чемпіонатів світу та Європи.

## Виступи на Олімпіадах
| Олімпіада | Дисципліна          | Місце |
| --------- | ------------------- | ----- |
| Ріо 2016  | індивідуальна шпага | 28    |
| Ріо 2016  | командна шпага      | 3     |